# Dorothy Hale
Dorothy Hale (Pittsburgh, 11 januari 1905 – New York, 21 oktober 1938) was een Amerikaanse actrice die vooral bekendheid verwierf, doordat ze zelfmoord pleegde door van een gebouw in New York te springen.
Hale was een opmerkelijk mooie vrouw met aanzienlijk minder opmerkelijke talenten, die in hoge maatschappelijke kringen belandde en er een luxueuze levensstijl op nahield. Het tragische overlijden van haar echtgenoot, gevolgd door een reeks van onsuccesvolle relaties, lieten haar berooid en afhankelijk van de goedgevigheid van haar rijke vrienden. De kunstenares Frida Kahlo maakte een bekend schilderij van het incident, getiteld De zelfmoord van Dorothy Hale.

## Jeugd
Hale werd geboren als Dorothy Donovan in Pittsburgh, Pennsylvania. Na eerst bij de nonnen naar school te zijn gegaan en daarna een theateropleiding te hebben gevolgd liep ze in 1919 van huis weg om een carrière na te streven. Haar familie huurde detectives in om haar op te sporen, maar uiteindelijk keerde ze zelf naar huis terug nadat haar geld opgeraakt was. Met wat hulp van vrienden lukte het haar een baantje te vinden in het koor van een Broadway-productie, Lady, Be Good. Vervolgens wist ze in Parijs op een beeldhouwopleiding te belanden, alwaar ze trouwde met de miljonair Gaillard Thomas, een beurshandelaar (en zoon van de rijke gynaecoloog T. Gaillard Thomas; het huwelijk eindigde al snel in een echtscheiding. Hale trouwde vervolgens, in 1927, met de fresco- en portretschilder Gardiner Hale, en wist de sociale ladder verder te beklimmen. Gedurende deze periode leefde ze aan de Amerikaanse westkust, en raakte ze bevriend met de kunstenaars Miguel en Rosa Corvarrubias, Frida Kahlo en fotograaf Nickolas Muray.

## Carrière
Hales podiumcarrière beperkte zich tot enkele seizoenen met wat theatercompagnieën van het tweede garnituur, wat werk als danseres en als Ziegfeld Girl. In de zomer van 1935 speelde ze met haar vriendin Rosamond Pinchott in het stuk Abide with me, een psychodrama geschreven door hun vriendin Clare Boothe Luce. Alhoewel het een geweldige ervaring voor het drietal was bleek het stuk geen succes. Pinchott sloeg uiteindelijk ook de hand aan zichzelf; in januari 1938 overleed ze aan de gevolgen van een koolstofmonoxidevergiftiging.

## Privéleven
Toen haar echtgenoot met zijn auto van een klif in Santa Maria, Californië afreed, bleef Hale achter met grote financiële problemen. Niet langer in staat haar upper-class levenswijze te bekostigen, ging Hale gebruikmaken van de generositeit van rijke minnaars en goedgeefse vrienden, waaronder Luce, met wie ze een nauwe band had.
Hale deed vergeefse pogingen om werk als actrice te vinden. In 1932 wist ze zich door Samuel Goldwyn te laten parachuteren voor een rolletje in de film Cynara, alsmede een bijrol in de film Catherine the Great uit 1934. Haar audities werden als "mislukt" omschreven.

### Affaires
Onder Hales minnaars treffen we Constantin Alajalov aan, een bekende New Yorkse illustrator, alsmede Russell Davenport, een - getrouwde - schrijver voor de New York Times en Isamu Noguchi, een beeldhouwer en ontwerper.
In 1937 had Hale een serieuze romance met Harry Hopkins, een belangrijke adviseur van president Franklin D. Roosevelt. Met een huwelijk in het vooruitzicht verhuisde Hale naar een appartement op stand, in het Hampshire House, een 27 verdiepingen tellend gebouw aan de zuidrand van  Central Park, en begon ze aan een uitzet te werken. Hopkins verbrak echter abrupt de relatie, volgens Luce vanwege kritiek uit het Witte Huis. De roddelpers, die de verlovingsgeruchten had aangewakkerd, bracht het bericht van de breuk met veel bombarie, hetgeen het leed voor Hale vergrootte. Hopkins zou uiteindelijk trouwen met Lou Macy, een naaste medewerkster van Roosevelt.
In 1938 adviseerde een andere weldoener en afgewezen aanbidder, Bernard Baruch, dat ze op 33-jarige leeftijd te oud was voor een toneelcarrière en dat ze maar op zoek moest naar een rijke echtgenoot. Baruch gaf haar zelfs duizend dollar met de instructie "...er een jurk van te kopen die glamoureus genoeg is om er een echtgenoot mee aan de haak te slaan".

## Zelfmoord

### Afscheidsfeestje
De avond van haar dood organiseerde Hale een kleine bijeenkomst voor enkele vrienden, die ze had verteld dat ze op een lange reis zou gaan en dat ze een afscheidsfeestje wilde houden. Onder de gasten op dit "laatste feestje" bevonden zich mevr. Brock Pemberton, de Italiaanse prins Del Drago, schilderes Dorothy Swinburne en Margaret Case, de dochter van de Vogue-redacteur Frank Case. Na het feestje bezocht Hale nog een theaterstuk, Oscar Wilde, in het gezelschap van het echtpaar J.P. Morgan. Na het theaterbezoek keerde Hale omstreeks 01:15 terug naar haar huis, een eenkamerwoning met kitchenette op de 16e verdieping van het Hampshire House appartementencomplex, terwijl een groot aantal van haar vrienden doorfeestte in de 21 Club. Het lijkt erop dat ze de daaropvolgende uren aan haar typemachine doorbracht om afscheidsbrieven te sturen aan haar vrienden. In de brief aan Baruch betoonde ze spijt zijn advies niet te hebben opgevolgd; In een brief aan haar advocaat liet ze instructies na omtrent de afhandeling van haar begrafenis en bezittingen.
Op 21 oktober 1938, om 05:15, sprong Hale uit het raam van haar appartement. Toen ze gevonden werd, droeg ze nog steeds haar favoriete Madame X zwartfluwelen femme fatale jurk met een corsage van gele roosjes.
Alhoewel er in de New York Times een artikel verscheen over haar dood, meende Hopkins dat Baruch zijn invloed had aangewend om de berichtgeving enigszins te temperen en zijn betrokkenheid bij het incident te verhullen.

### Schilderij
Hales vriendin Clare Booth Luce, een fervent bewonderaar van de Mexicaanse kunstenares Frida Kahlo, gaf deze vrijwel onmiddellijk opdracht een recuerdo schilderij van hun gezamenlijke vriendin te maken, opdat, in Kahlo's woorden, "haar leven niet vergeten zou worden". Luce dacht dat een recuerdo een soort geïdealiseerd portret ter nagedachtenis was en verwachtte ongetwijfeld een conventioneel schilderij dat niet zou misstaan boven de open haard voor de 400 dollar die ze ervoor uittrok. Nadat het schilderij eerst in maart 1939 in Parijs was tentoongesteld, kwam het voltooide schilderij in augustus 1939 bij Luce aan. Luce beweerde dermate geschokt te zijn door de afbeelding dat ze nagenoeg "van haar stokje ging". Wat Kahlo had geschilderd was een uiterst plastisch beeldverhaal (retablo) met alle expliciete details van Hales zelfmoord: Hale is afgebeeld, terwijl ze op het balkon staat, in haar val en in een plas bloed op het trottoir voor het gebouw. Luce was dermate geschokt en gekwetst dat ze overwoog het schilderij te vernietigen; ze beperkte zich ertoe het deel van het onderschrift dat haar naam vermeldde te laten overschilderen. Ze verpakte het schilderij vervolgens in een krat en liet het opslaan door haar vriend Frank Crowninshield, maar werd er decennia later weer mee geconfronteerd toen de erfgenamen van Crowninshield het in een opslag ontdekten. Vervolgens schonk ze het schilderij anoniem aan het Phoenix Art Museum, hoewel later duidelijk werd dat het een donatie van Luce betrof. Het schilderij is nog steeds eigendom van het museum, maar reist vaak rond met tentoonstellingen van Kahlo's werk.